# Kristina Peters
Kristina „Tina“ Peters (* 24. März 1968 in Münster) ist eine ehemalige deutsche Hockeyspielerin und Olympiateilnehmerin.
Kristina Peters gewann 1985 mit dem RTHC Bayer Leverkusen ihren ersten deutschen Meistertitel im Feldhockey. 1987 in der Halle und 1990 im Freien folgten zwei weitere Meistertitel. 1996 spielte Peters bei Rot-Weiss Köln.
1988 siegte Kristina Peters bei der Junioreneuropameisterschaft, 1989 war sie Juniorenweltmeisterin. Bereits 1987 debütierte die Abwehrspielerin in der deutschen Hockeynationalmannschaft. 1990 gehörte sie zur siegreichen Mannschaft bei der Europameisterschaft im Hallenhockey. Nach dem achten Platz bei der Weltmeisterschaft 1990 erreichte die Mannschaft den zweiten Platz bei der Europameisterschaft 1991. Bei den Olympischen Spielen 1992 in Barcelona war Peters in allen fünf Spielen dabei und gewann die Silbermedaille nach der 1:2-Niederlage gegen Spanien. Es folgten der vierte Platz bei der Weltmeisterschaft 1994 und Bronze bei der Europameisterschaft 1995. Bei ihrer zweiten Olympiateilnahme 1996 in Atlanta belegte die deutsche Mannschaft den sechsten Platz. Insgesamt wirkte Kristina Peters von 1987 bis 1996 in 91 Länderspielen mit, davon 10 in der Halle.